# Wolfgang Braunfels
Wolfgang Braunfels (* 5. Oktober 1911 in München; † 5. März 1987 in Krailling) war ein deutscher Kunsthistoriker.

## Leben
Wolfgang Braunfels wurde 1938, nach einem Studium in Köln, Paris, Florenz und Bonn, an der Rheinischen Friedrich-Wilhelms-Universität Bonn mit einer Arbeit über den Rokoko-Dekorationskünstler François de Cuvilliés d. Ä. (François de Cuvilliés. Ein Beitrag zur Geschichte der künstlerischen Beziehungen zwischen Deutschland und Frankreich im 18. Jahrhundert) promoviert. Danach unternahm er eine ausgedehnte Forschungsreise nach Florenz und Siena, um seine Habilitation vorzubereiten. Eine Frucht seines Aufenthalts in Italien war seine 1939 erschienene Kleine italienische Kunstgeschichte, die in den folgenden Jahrzehnten, teils überarbeitet und erweitert, zahlreiche Auflagen erfuhr. 1949 habilitierte sich Braunfels an der Universität zu Köln und war in der Folgezeit wissenschaftlicher Assistent am Wallraf-Richartz-Museum. Später wirkte er an der Rheinisch-Westfälischen Technischen Hochschule in Aachen. Dort war er von 1953 bis 1965 Direktor der Sammlung Reiff-Museum. In der Nachfolge Hans Sedlmayrs an der Ludwig-Maximilians-Universität München wirkte er dann dort als Ordinarius für Kunstgeschichte. 1978 wurde er emeritiert. Braunfels’ Forschungsschwerpunkte lagen in der Kunst der Karolingerzeit und in der italienischen Architekturgeschichte. An der Ausstellung Karl der Große. Werk und Wirkung (Aachen 1965) war er maßgeblich beteiligt. Insbesondere während seiner Münchner Zeit widmete er sich den großen Themen Abendländische Klosterbaukunst und Geschichte der Urbanistik; mit dieser setzte er sich in der bedeutenden Publikation Abendländische Stadtbaukunst auseinander. Seine letzte große Forschungsarbeit war das sechsbändige Standardwerk Die Kunst im Heiligen Römischen Reich, das unter Beteiligung von Mitarbeitern zwischen 1979 und 1989 erschien. Die beiden geplanten Abschlussbände 7 und 8 konnten nach seinem Tode nicht mehr herausgegeben werden.
Wolfgang Braunfels war der Sohn des Komponisten Walter Braunfels und Enkel des Bildhauers Adolf von Hildebrand. Er war mit der Kunsthistorikerin Sigrid Braunfels-Esche (1914–2022) verheiratet und ist der Vater von Georg Braunfels, Veronika Braunfels-Eissenhauer und Stephan Braunfels, der als Architekt Bekanntheit erlangt hat.

## Schriften (Auswahl)
- Mittelalterliche Stadtbaukunst in der Toskana, Berlin 1953.
- Die Heilige Dreifaltigkeit, Düsseldorf 1954.
- Bildende Kunst. In: Handbuch der Wissenschaft und Bildung, Darmstadt 1960.
- Die Pfalzkapelle Karls des Großen in Aachen. In: Meilensteine europäischer Kunst, München 1965.
- Der Aachener Hof und seine Kultur und Karl der Große im Bildnis und Zeugnis der Zeitgenossen. In: Karl der Große. Werk und Wirkung, zur Ausstellung in Aachen 1965.
- Die Welt der Karolinger und ihre Kunst, München 1968.
- Abendländische Klosterbaukunst, Köln 1969.
- Sulpiz Boisserée (1783–1854). Aus: Rheinische Lebensbilder, Band IV, Düsseldorf 1970.
- Karl der Große – in Selbstzeugnissen und Bilddokumenten, in der Reihe rowohlts monographien Band 187, hrsg. von Kurt Kusenberg, Hamburg 1972.
- Würzburg, In: Jahres- und Tagesberichte der Görresgesellschaft, 1973.
- Abendländische Stadtbaukunst. Herrschaftsform und Baugestalt, Köln, 1976.
- (und Mitarbeiter:) Die Kunst im Heiligen Römischen Reich, I, Die weltlichen Fürstentümer, München 1979.
- (und Mitarbeiter:) Die Kunst im Heiligen Römischen Reich, II, Die geistlichen Fürstentümer, München 1980.
- (und Mitarbeiter:) Die Kunst im Heiligen Römischen Reich, III, Reichsstädte, Grafschaften, Reichsklöster, München 1981.
- (und Mitarbeiter:) Die Kunst im Heiligen Römischen Reich, IV, Grenzstaaten im Westen und Süden, Deutsche und romanische Kultur, München 1981.
- (und Mitarbeiter:) Die Kunst im Heiligen Römischen Reich, V, Grenzstaaten im Osten und Norden, Deutsche und slawische Kultur, München 1985.
- (und Mitarbeiter:) Die Kunst im Heiligen Römischen Reich, VI, Das Werk der Kaiser, Bischöfe, Äbte und ihrer Künstler 750 – 1250, München 1989.
- nicht mehr erschienen: Die Kunst im Heiligen Römischen Reich, VII, 1250–1500 (unvollendetes Manuskript im Nachlass)
- nicht mehr erschienen: Die Kunst im Heiligen Römischen Reich, VIII, 1500–1800 (unvollendetes Manuskript im Nachlass)
- Veränderte Neuausgabe: Geschichte der Kunst Italiens. DuMont, Köln 2005, ISBN 3-8321-7439-7.